# 杏花“12座”和公社会堂
杏花“12座”和公社会堂，位于中国广东省肇庆市封开县杏花镇府所在地附近，为封开县的一个县级文物保护单位，类型为古建筑，公布时间为2003年9月18日。
杏花“12座”和公社会堂的历史年代为清—民国。